# Andrej Bicenko
Andrej Bicenko (en russe : Андрей Васильевич Биценко), né à Koursk (Russie) le 17 octobre 1886 et mort à Cleveland (Ohio) le 17 mai 1985, est un peintre russe.

## Biographie
Élève de l’École des beaux-arts de Kiev et de l'Académie impériale des beaux-arts, il est remarqué très jeune pour ses dessins. Peintre naturaliste et impressionniste, il est interné pendant la Première Guerre mondiale dans l'île de Lemnos avec les troupes du général Dénikine et fait alors une série d'études qui constituent une documentation unique sur la vie des réfugiés russes. 
A l'Exposition des peintres de Kiev de 1914, il obtient le premier prix pour sa toile Automne, puis en 1924 est récompensé de même à l'Exposition russe de Belgrade.
Membre de la Société nationale des beaux-arts, en 1928, il est chargé de composer et d'exécuter les fresques de la Cathédrale de Leskovac.
Ses œuvres sont conservées, entre autres, à la Galleria municipale Kovalenka d'Ekaterinodar.

## Œuvres
- Portrait de madame Svinkin
- La Plage
- Portrait de l'archevêque de Nich
- Au marché